# Eustachy Tyszkiewicz

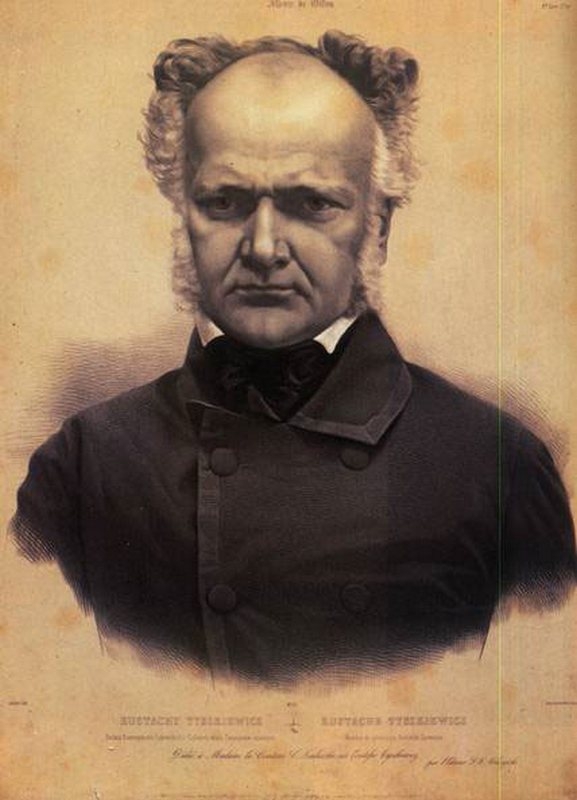
Eustachy Tyszkiewicz.

Eustachy Tyszkiewicz, född 6 april 1814 i Lahojsk, död 27 augusti 1873 i Vilnius, var en polsk adelsman, historiker och arkeolog. Han var bror till Konstanty Tyszkiewicz.
Tyszkiewicz författade många historiska skrifter, frukter av studieresor i Litauen, Kurland, Finland, Sverige och Danmark, däribland Listy o Szwecij (två delar, 1846), Zródła do dziejów Kurlandji i Semigalji z czasów Karola królewicza polskiego (1870) och Archeologja na Litwie (1872).